# Фейгин, Анатоль
Анатоль Фейгин (пол. Anatol Fejgin; 25 сентября 1909, Варшава — 28 июля 2002, Варшава) — польский офицер разведки и госбезопасности времён ПНР.

## Начальная биография
Родился в состоятельной семье варшавских евреев, Мойжеша и Марии (урождённой Каценелебоген) Фейгиных. С подросткового возраста примыкал к марксистским молодёжным организациям. В 1924 году состоял в кружках самообразования, а затем в Союзе социалистической молодежи, руководимом Союзом рабочей молодежи Польши (молодёжная коммунистическая организация). С 1927 года учился на медицинском факультете Варшавского университета. Во время учебы он был связан с революционной организацией академической молодежи «Факел» и с Международной организацией помощи революционерам (МОПР), а с 1928 года стал членом Союза рабочей молодежи. Тогда же познакомился со студентом юридического факультета Якубом Берманом, будущим руководителем органов безопасности ПНР (впоследствии Берман давал высокую оценку интеллектуальным способностям Фейгина).
С 1928 член Коммунистической партии Польши. Дважды, в 1929 и 1932 годах, приговаривался к тюремному заключению за принадлежность к коммунистическому подполью, в общей сложности провёл в тюрьме около пяти лет. Был штатным функционером КПП до её роспуска в 1938 году.

## Военный период
После начала  войны с Германией и капитуляции Варшавы в сентябре 1939 перебрался на территорию, занятую советскими войсками. Работал работал экономистом, а затем заведующим плановым отделом в государственной типографии во Львове. В июне 1941 года, после начала Великой Отечественной войны, эвакуировался в Куйбышевскую область, где работал экономистом-бухгалтером в совхозе, а затем на оружейном заводе в Куйбышеве.
В мае 1943 года вступил в польскую пехотную дивизию имени Ромуальда Траугутта, служил в дивизионном политотделе. С февраля 1944 года занимал должность начальника политотдела, с января 1945 года – начальник отдела кадров Главного политуправления Войска Польского. С мая 1945 года член Польской рабочей партии. В сентябре 1945 года был назначен заместителем начальника Главного управления информации Войска Польского (сам подал рапорт о переводе). Занимался, в частности, систематизацией архивов польского Генерального штаба. В мае 1948 года министр национальной обороны Мариан Спыхальский вместе с тогдашним генеральным секретарем ПРП Владиславом Гомулкой внесли в политбюро ПРП ходатайство об освобождении Фейгина от должности заместителя начальника Главного управления информации Войска Польского.

## В органах госбезопасности
В октябре 1949 года перешёл на службу в Министерство общественной безопасности. При этом он оставался в штате Министерства национальной обороны, состоял в департаменте кадров министерства.
1 мая 1950 года был назначен на должность начальника Специального бюро, а с 1 декабря 1951 возглавил X департамент МОБ (по борьбе с провокациями в рабочем движении). Его заместителем был Юзеф Святло. Х департамент занимал особое место в системе госбезопасности, поскольку вёл слежку за функционерами ПОРП и контролировал ситуацию в правящей компартии. Фейгин был видной фигурой партийных чисток, участвовал в допросах Владислава Гомулки и Мариана Спыхальского, вместе с Юзефом Рожаньским применял к ним меры физического воздействия и психологического давления. Сыграл также видную роль в обеспечении силового контроля и получению нужных ПОРП результатов выборов в сейм ПНР в 1952 году.
Считается, что он имел влияние на политику высшего партийно-государственного руководства, поскольку его брат Мечислав Фейгин был личным врачом главы партии Болеслава Берута. А. Фейгин активно участвовал и во внутренней борьбе в аппарате МОБ. Одним из его главных конкурентов в аппарате был Рожаньский, отношения между ними характеризовались взаимной ненавистью.

## Конец карьеры
После побега в Западном Берлине подполковника МОБ Ю. Святло его начальник полковник А. Фейгин был снят со всех должностей в МОБ и Минобороны, как ответственный за крупный провал. 5 декабря 1953 года он был отстранен от должности, 10 февраля 1954 уволен из МОБ и лишён офицерского звания, а 23 марта уволен в запас по армейской линии. Тогда же исключён из ПОРП.
В апреле 1956 года он был арестован, на следующий год предстал перед судом. Вместе с генералом Р. Ромковским и полковником Рожаньским обвинялся в злоупотреблениях властью, произвольных арестах, незаконных методах следствия и применении пыток. В отношении Фейгина были выявлены минимум 28 эпизодов незаконного лишения свободы, психического и физического воздействия на допросах в период с 1950 по 1953 год. Обвинение было поддержано рядом членов ЦК ПОРП, включая первого секретаря ЦК В. Гомулку. 11 ноября 1957 года суд приговорил его к 12 годам лишения свободы. Осуждение Ромковского, Рожаньского и Фейгина явилось заметным событием в процессе польской десталинизации.
Освобождён по амнистии (вместе с Ромковским и Рожаньским) в 1964 году.

## Гражданская работа и последние годы
С 1966 года работал в бухгалтерии конструкторского бюро польского Института ядерных исследований. Во время антисемитской кампании 1968 года был уволен и перешёл на работу в министерство связи.
В 1985 году он вступил в «Союз борцов за свободу и демократию» и получил статус ветерана военной службы с соответствующими льготами.
А. Фейгин намного пережил Бермана, Радкевича, Ромковского, Рожаньского, Мочара, Бристигер и большинство других функционеров польских органов безопасности 1940—1950-х годов. В 1992–1994 годах выступил свидетелем на суде по делу своего бывшего коллеги по МОБ Адама Хумера.
В 1990 году был исключён из «Союза борцов за свободу и демократию», преобразованного в Союз ветеранов Республики Польша и бывших политических заключённых. Обжаловал решение об исключении в Высшем административном суде Польши, однако суд отклонил ходатайство, мотивировав это тем, что после окончания войны он совершил действия, заслуживающие особого осуждения, редко встречающиеся в судебной практике, общественно вредные, причинившие большой вред всему польскому обществу и отдельным гражданам.
Как участник войны после смерти был похоронен на кладбище Воинские Повонзки.